# Zoë Më
Zoë Anina Kressler (* 6. října 2000 Basilej), profesionálně známá jako Zoë Më, je švýcarská zpěvačka a textařka, která reprezentovala Švýcarsko na Eurovision Song Contest 2025 na své domácí půdě v Basileji s písní „Voyage“.

## Kariéra
Narodila se ve švýcarské Basileji a v mládí pobývala v Německu. Během roku 2009 se s rodinou přestěhovala zpět do Švýcarska do města Fribourg. Vlastní písně si začala psát v deseti letech, známá je díky svému jedinečnému poeticko-popovému stylu, který kombinuje němčinu a francouzštinu, stejně jako pop a šanson.
V roce 2024 získala ocenění RTS Artiste Radar a SRF 3 Best Talent, které předtím také získali umělci jako Nemo a Marius Bear. Během své kariéry vystupovala na prestižních akcích, včetně Montreux Jazz Festivalu a Luzern Live stage. Hostovala také na turné Rema Forrera a Joyi Marleen.

### Eurovize 2025
Dne 5. března 2025 oznámila švýcarská vysílací společnost SRG SSR, že Kresslerová bude reprezentovat Švýcarsko na Eurovision Song Contest 2025 v Basileji s písní „Voyage“. Píseň byla oficiálně představena 10. března, téhož dne vyšel také její videoklip. 17. května 2025 vystoupila ve velkém finále jako 19. v pořadí. Umístila se na celkovém 10. místě se ziskem 214 bodů od porotců, od diváků však žádné body nezískala.

## Diskografie

### Studiová alba
- 2020: Momoko

### EP
- 2024: Le Loup
- 2024: Dorienne Girls

### Singly
- 2018: „Bärenbrüder“
- 2019: „Endlose Strasse“ (s Pablem)
- 2020: „Itsuko“
- 2020: „Aimée“
- 2020: „Fallende Tänzer“
- 2020: „Kartenhaus“
- 2021: „Das Lied der Leichtigkeit“
- 2023: „Ok“
- 2023: „Lied ohne Ende“
- 2024: „Liste der Interdits“
- 2024: „Overdose“
- 2025: „Voyage“
- 2025: „Million de Mois“